# Alur .S.K., Badami
Alur.S.K. là một làng thuộc tehsil Badami, huyện Bagalkot, bang Karnataka, Ấn Độ.